# 18th Street (Lexington Avenue Line)
18th Street is een voormalig station van de metro van New York aan de Lexington Avenue Line, in het stadsdeel Manhattan. Het station is in 1948 gesloten vanwege de verlenging van de perrons van 14th Street-Union Square richting dit station. Vanaf de perrons van 18th Street zijn de lampen van het station 14th Street-Union Square zichtbaar. Het station ligt tussen de stations 23rd Street en 14th Street-Union Square.

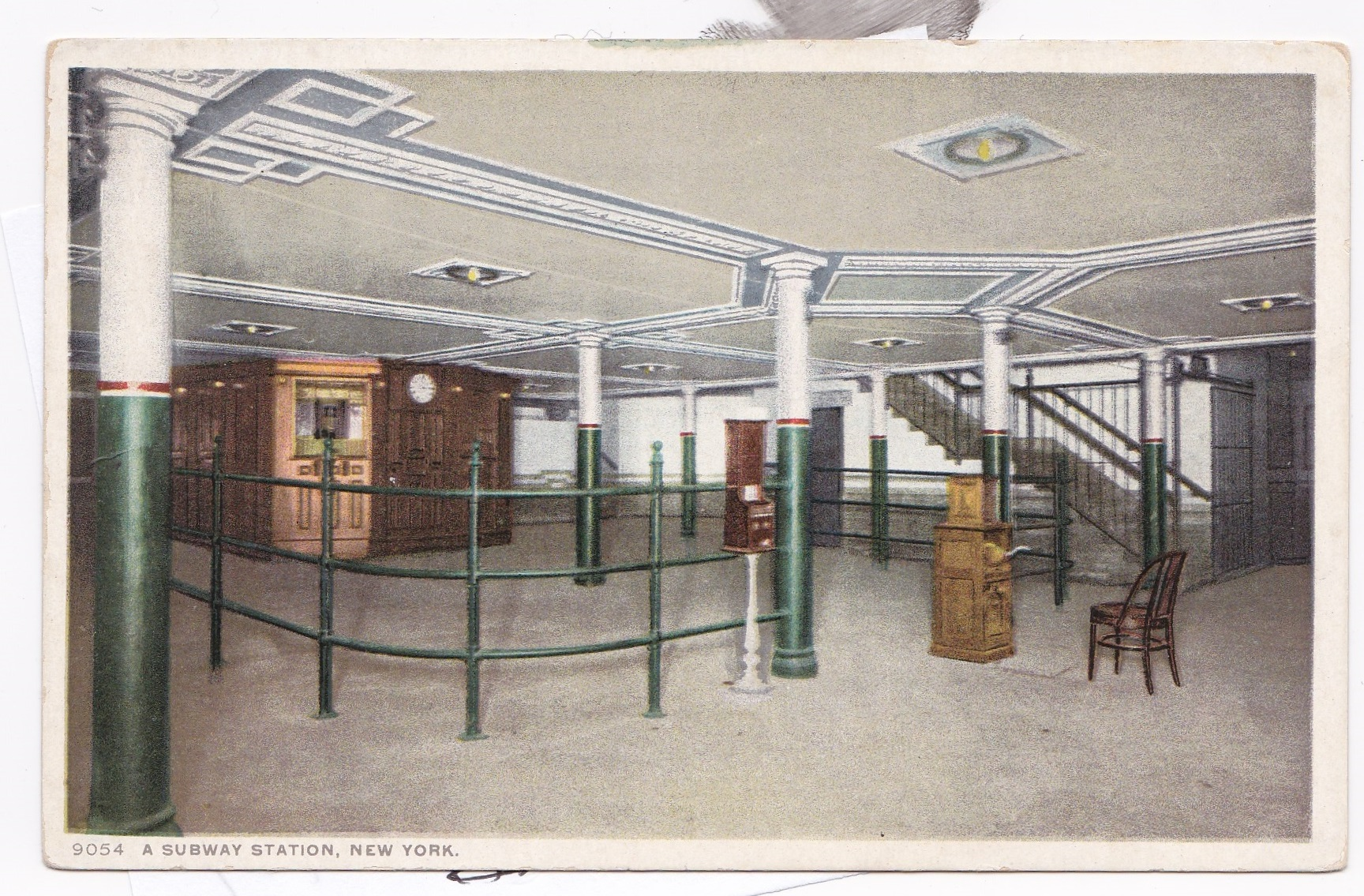
Ingang